# Shut Down Volume 2
Shut Down Volume 2 — пятый студийный альбом американской рок-группы The Beach Boys, вышедший в 1964 году на лейбле Capitol Records. В американском хит-параде журнала Billboard он занял 13-е место.

## Обзор
Название альбома отсылает к сборнику автомобильной тематики разных исполнителей «Shut Down», вышедшему летом 1963 года на Capitol Records и включавшему две песни The Beach Boys: «Shut Down» и «409». Это побудило группу записать полноценный альбом в том же духе — Little Deuce Coupe и продолжить эту же концепцию на Shut Down Volume 2. Карл Уилсон специально сочинил инструментальную пьесу «Shut Down, Part II» и дебютировал в качестве основного вокалиста в песне «Pom, Pom Play Girl». В альбом также была включена кавер-версия хита Фрэнки Лаймона «Why Do Fools Fall in Love» 1956 года. Музыкантам очевидно не хватало материала для нового альбома и такая композиция как «„Cassius“ Love vs. „Sonny“ Wilson» была просто смикшированным диалогом между музыкантами.

## Обложка
На обложку помещена фотография группы, сделанная Джорджем Джерманом; музыканты стоят позади моделей «Sting Ray» марки Corvette Денниса Уилсона и «Grand Prix» марки Pontiac Карла Уилсона. Впервые на обложке пластинки The Beach Boys появился Алан Джардин. В середине 1970-х годов альбом был переиздан в новой обложке.

## Список композиций
| №  | Название                            | Автор(ы)                    | Вокал         | Длительность |
| -- | ----------------------------------- | --------------------------- | ------------- | ------------ |
| 1. | «Fun, Fun, Fun»                     | Брайан Уилсон / Майк Лав    | М. Лав        | 2:03         |
| 2. | «Don’t Worry Baby»                  | Б. Уилсон / Роджер Кристиан | Б. Уилсон     | 2:47         |
| 3. | «In the Parkin’ Lot»                | Б. Уилсон / Р. Кристиан     | М. Лав        | 2:01         |
| 4. | «“Cassius” Love vs. “Sonny” Wilson» | М. Лав / Б. Уилсон          | Диалог        | 3:30         |
| 5. | «The Warmth of the Sun»             | Б. Уилсон / М. Лав          | Б. Уилсон     | 2:51         |
| 6. | «This Car of Mine»                  | Б. Уилсон / М. Лав          | Деннис Уилсон | 1:35         |

| №  | Название                    | Автор(ы)                         | Вокал                       | Длительность |
| -- | --------------------------- | -------------------------------- | --------------------------- | ------------ |
| 1. | «Why Do Fools Fall in Love» | Фрэнки Лаймон, Моррис Леви       | Б. Уилсон                   | 2:07         |
| 2. | «Pom, Pom Play Girl»        | Б. Уилсон / Гэри Ашер            | Б. Уилсон, М. Лав           | 1:30         |
| 3. | «Keep an Eye on Summer»     | Б. Уилсон / Боб Норберг / М. Лав | Б. Уилсон, М. Лав           | 2:21         |
| 4. | «Shut Down, Part II»        | Карл Уилсон                      | Инструментальная композиция | 2:07         |
| 5. | «Louie, Louie»              | Ричард Берри                     | К. Уилсон, М. Лав           | 2:17         |
| 6. | «Denny’s Drums»             | Д. Уилсон                        | Инструментальная композиция | 1:56         |

В 1990 году альбом был переиздан на одном компакт-диске вместе с третьим альбомом «Surfer Girl» и включал три дополнительные песни: «Fun, Fun, Fun» (Single Version), «In My Room» (German Version) и «I Do».

## Участники записи
- Брайан Уилсон — бас-гитара, фортепиано, вокал
- Майк Лав — вокал
- Карл Уилсон — соло-гитара, вокал
- Алан Джардин — ритм-гитара, вокал
- Деннис Уилсон — барабаны, вокал

## Альбомные синглы
- «Fun, Fun, Fun» / «Why Do Fools Fall in Love» (февраль 1964; № 5; «Why Do Fools Fall in Love» — № 120)
- «I Get Around» / «Don’t Worry Baby» (1964)
- «Dance, Dance, Dance» / «The Warmth of the Sun» (1964)